# New Union (Tennessee)
New Union – jednostka osadnicza w Stanach Zjednoczonych, w stanie Tennessee, w hrabstwie Coffee.